# Частный случай формулы

## Частный случай формул
Если в формулу {\displaystyle A(x_{1},\dots ,x_{n})} вместо переменных {\displaystyle x_{1},\dots ,x_{n}} подставить соответственно формулы {\displaystyle B_{1},\dots ,B_{n}} то получится формула {\displaystyle B}, которая называется частным случаем формулы {\displaystyle A}:
{\displaystyle B=A(\dots ,x_{i},\dots )\{B_{i}//x_{i}\}_{i=1}^{n}}
Каждая формула {\displaystyle B_{i}} подставляется вместо всех вхождений переменной {\displaystyle x_{i}}.
Набор подстановок {\displaystyle \{B_{i}//x_{i}\}_{i=1}^{n}} называется унификатором.

## Частный случай набора формул
Набор формул {\displaystyle B_{1},\dots ,B_{n}} называется частным случаем набора формул {\displaystyle A_{1},\dots ,A_{n}}, если каждая формула {\displaystyle B_{i}} является частным случаем формулы {\displaystyle A_{i}} при одном и том же наборе подстановок.

## Совместный частный случай формул
Формула {\displaystyle C} называется совместным частным случаем формул {\displaystyle A} и {\displaystyle B}, если {\displaystyle C} является частным случаем формулы {\displaystyle A} и одновременно частным случаем формулы {\displaystyle B} при одном и том же наборе подстановок, то есть
{\displaystyle C=A(\dots ,x_{i},\dots )\{X_{i}//x_{i}\}_{i=1}^{n}\land C=B(\dots ,x_{i},\dots )\{X_{i}//x_{i}\}_{i=1}^{n}}
Формулы, которые имеют совместный частный случай, называются унифицируемыми, а набор подстановок {\displaystyle \{X_{i}//x_{i}\}_{i=1}^{n}}, с помощью которого получается совместный частный случай унифицируемых формул, называется общим унификатором.

## Совместный частный случай набора формул
Набор формул {\displaystyle C_{1},\dots ,C_{n}} называется совместным частным случаем наборов формул {\displaystyle A_{1},\dots ,A_{n}} и {\displaystyle B_{1},\dots ,B_{n}}, если каждая формула {\displaystyle C_{i}} является частным случаем формул {\displaystyle A_{i}} и {\displaystyle B_{i}} при одном и том же наборе подстановок.

## Задача унификации
Задача унификации — определить, являются ли две формулы частным случаем одной и той же, в частности, друг друга.
Задача алгоритмически неразрешима в общем случае, если используются термы высших порядков (то есть знаки функций).